# Haidar Abdul-Razzaq
Haidar Abdul-Razzaq Hassan (arabe : حيدر عبد الرزاق حسن) (né le 9 juin 1982 à Bagdad en Irak et mort dans la même ville le 5 juin 2022) est un footballeur international irakien, qui évolue au poste de défenseur.

## Biographie

### Carrière en sélection
Avec l'équipe d'Irak, il joue 22 matchs (pour aucun but inscrit) entre 2001 et 2007. 
Il figure dans le groupe des sélectionnés lors des coupes d'Asie des nations de 2004 et de 2007, atteignant les quarts de finale en 2004 et remportant l'édition de 2007.
Il participe également aux Jeux olympiques de 2004. Il dispute cinq matchs lors du tournoi olympique organisée en Grèce.
Il joue enfin deux matchs comptant pour les éliminatoires de la coupe du monde 2002, et prend part à la Coupe du monde des moins de 20 ans 2001 organisée en Argentine.

## Palmarès
Avec l'Irak, il remporte la Coupe d'Asie des nations en 2007 en battant l'Arabie Saoudite en finale. 